# Maria Ajutorul Creștinilor
Maria Ajutorul Creștinilor este un titlu și o invocație către Maica Domnului apărută după victoria creștinilor de la Lepanto (1571), Viena (1683) și după eliberarea Papei Pius al VII-lea în (24 mai 1814). Cultul a fost amplificat după recunoașterea din partea autorității ecelziastice a imaginii miraculoase din Spoletto (Madonna della Stella). 

Devoțiunea a devenit și mai populară după ce Sf. Ioan Bosco a folosit-o ca invocație preferată.